# Giao lộ Anseong
Giao lộ Anseong (Tiếng Hàn: 안성 분기점, 안성JC, Hanja: 安城分岐點), còn được gọi là Anseong JC, là giao lộ nối giữa Đường cao tốc Gyeongbu và Đường cao tốc Pyeongtaek–Jecheon, đi qua qua Oegacheon-ri, Wongok-myeon, Anseong-si và Cheongnyong-dong, Pyeongtaek-si, Gyeonggi-do, Hàn Quốc.

## Lịch sử
- 12 tháng 12 năm 2002: Khai trương đường cao tốc Pyeongtaek–Jecheon giữa W.Pyeongtaek và W.Anseong và bắt đầu hoạt động[1]

## Cấu trúc
Đây là loại xếp chồng cỏ ba lá và đoạn đường ra của Đường cao tốc Pyeongtaek Jecheon được cuộn lại.
Quốc lộ 45 đi qua phần phía nam của cấu trúc.

## Kết nối các tuyến đường

### Hướng điBusan・Seoul
- Đường cao tốc Gyeongbu (Số 41)

### Hướng điPyeongtaek・Jecheon
- Đường cao tốc Pyeongtaek–Jecheon (Số 4)

## Hình ảnh

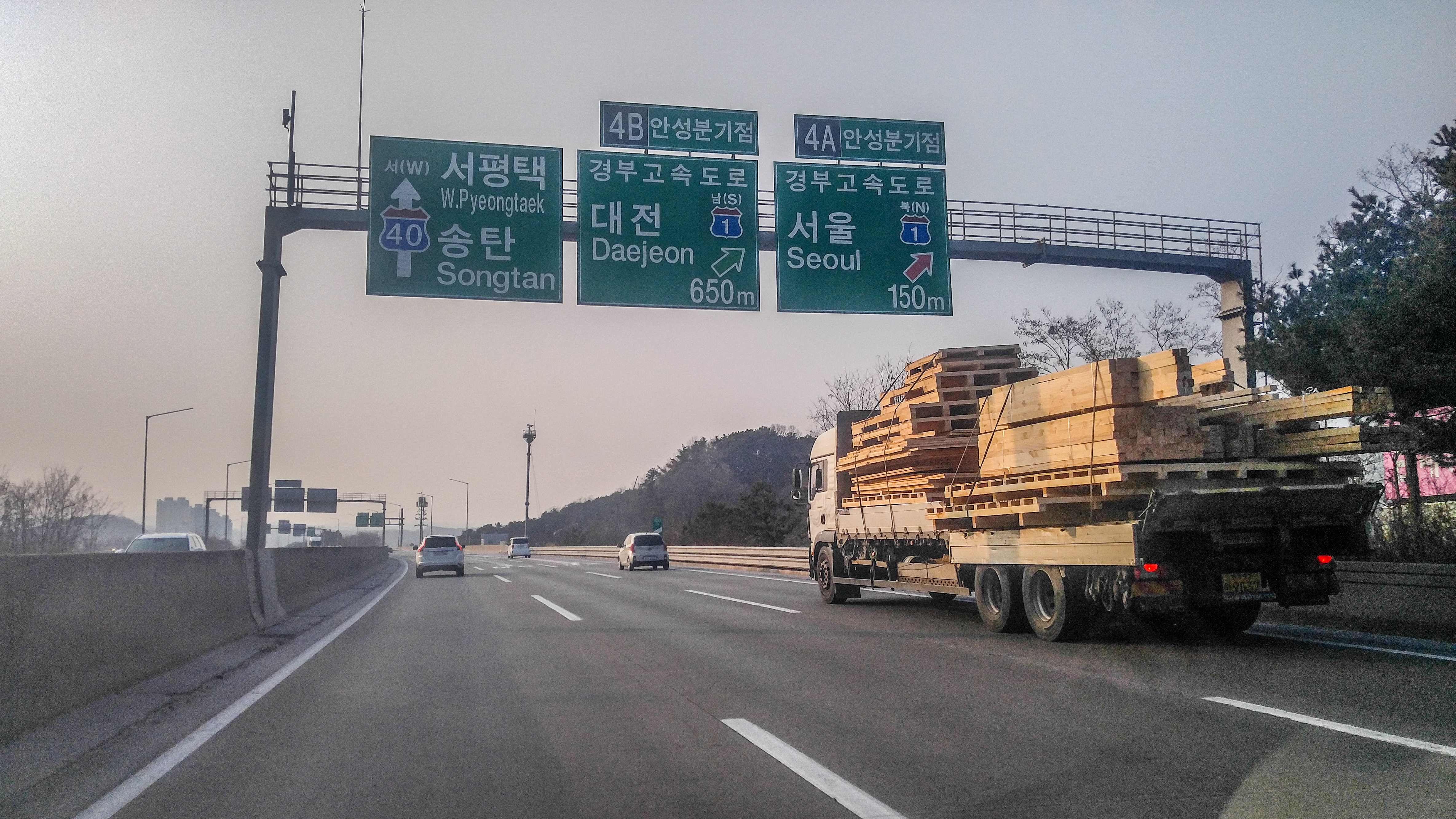
Đường cao tốc Pyeongtaek–Jecheon biển báo cách 150m (Hướng Pyeongtaek)
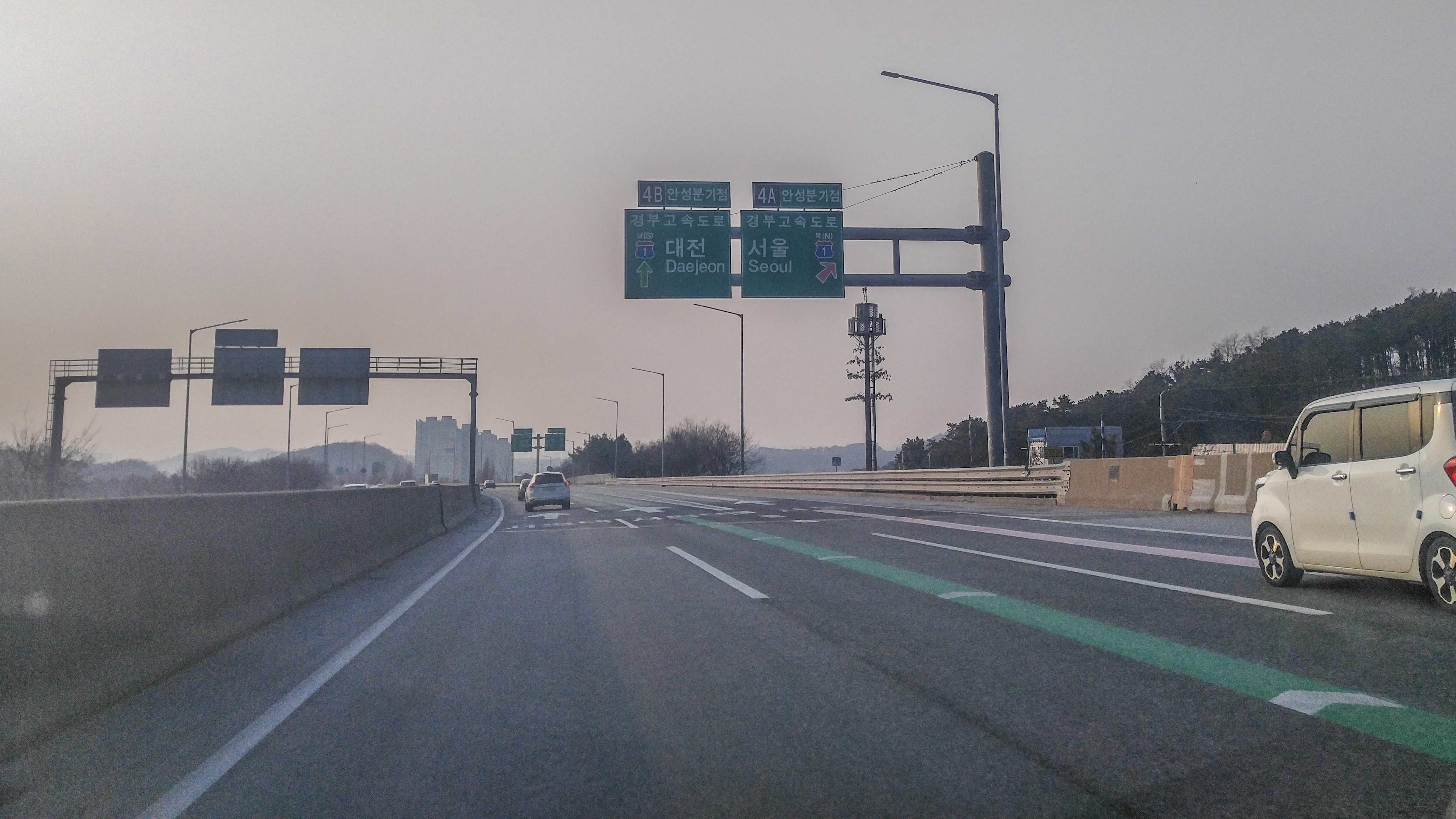
Biển báo điểm 1 trên Đường cao tốc Pyeongtaek–Jecheon (Hướng Pyeongtaek)
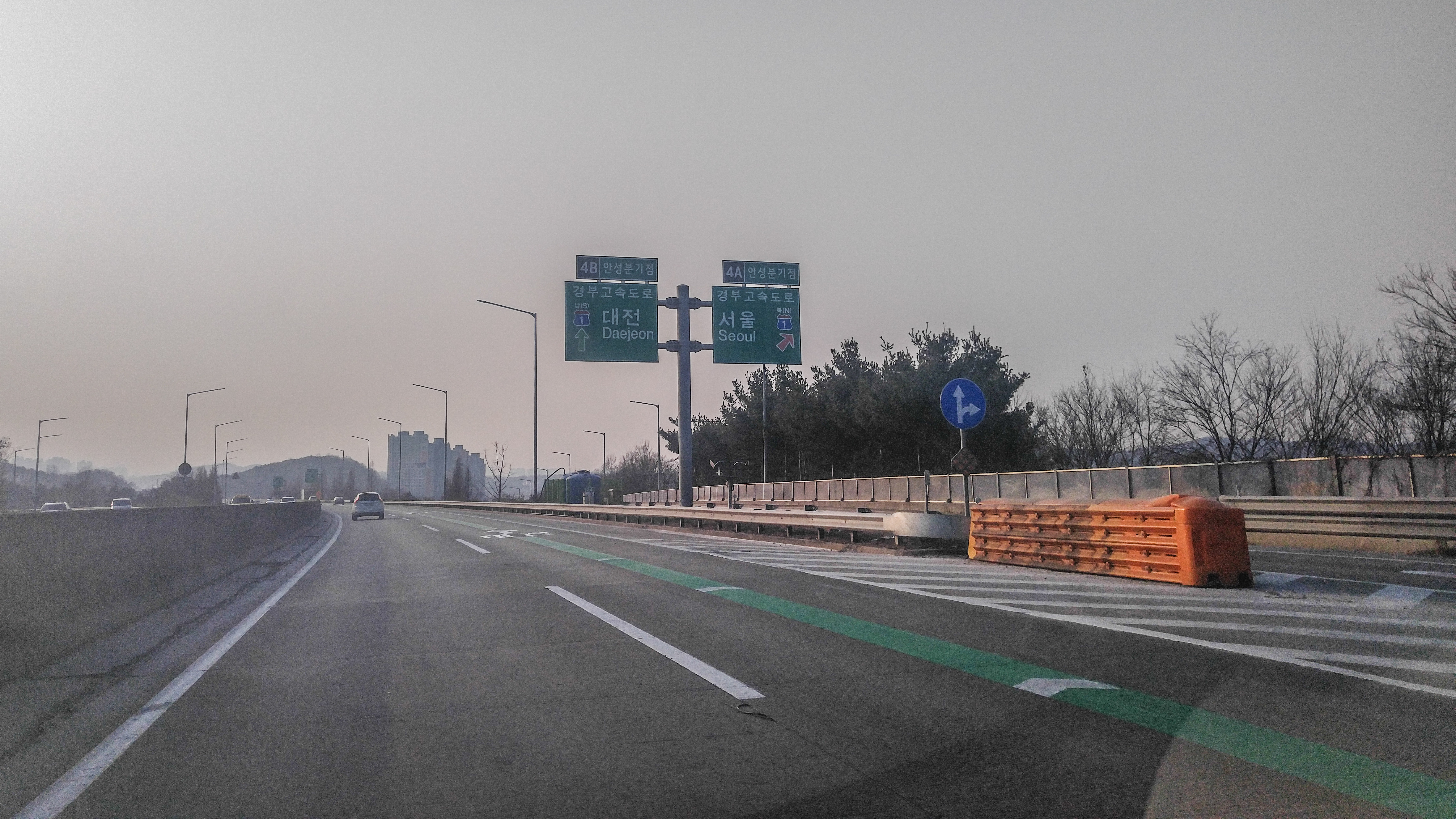
Biển báo nhánh 1 trên Đường cao tốc Pyeongtaek–Jecheon (Hướng Pyeongtaek)
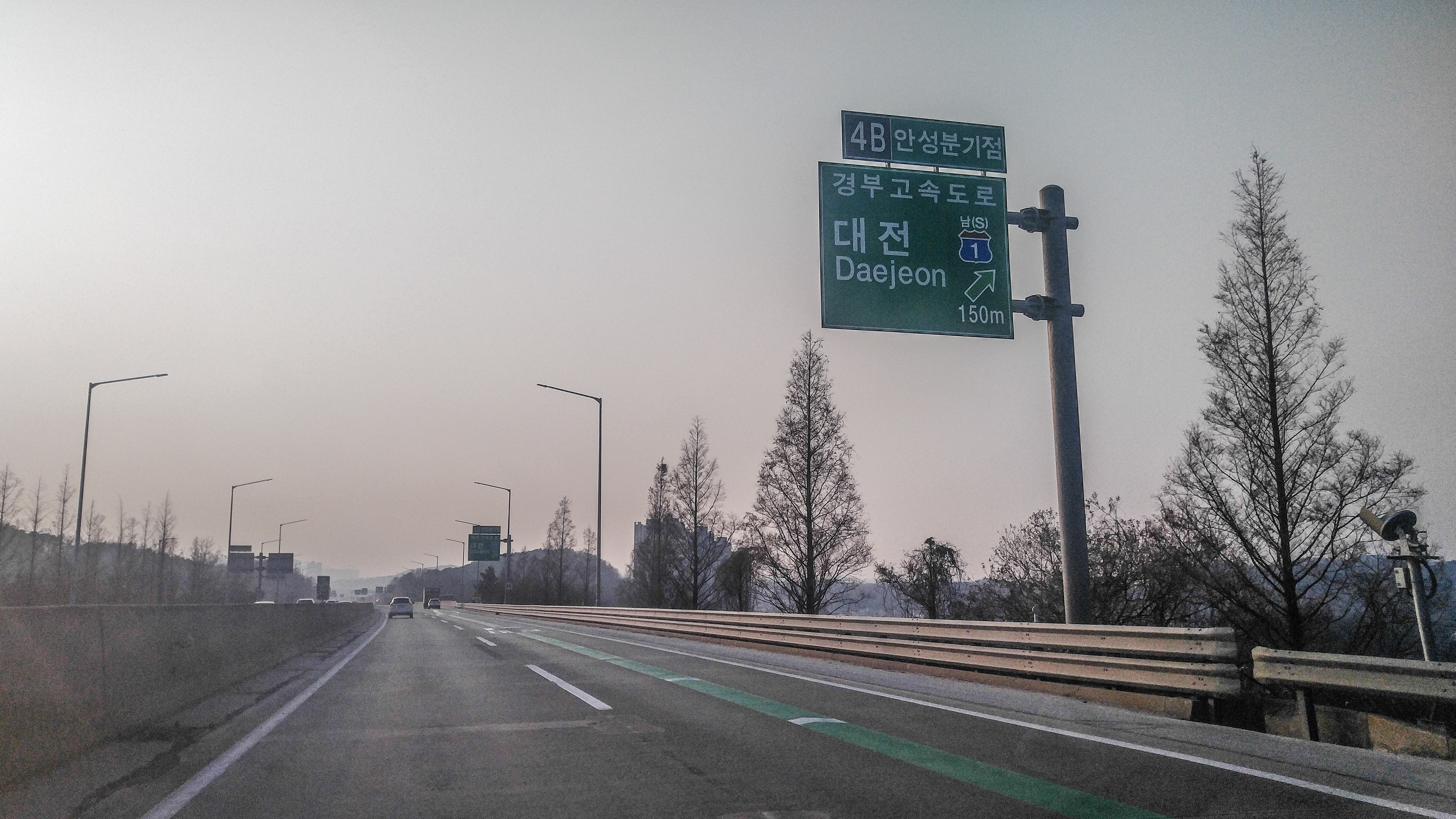
Biển báo điểm 2 trên Đường cao tốc Pyeongtaek–Jecheon (Hướng Pyeongtaek)
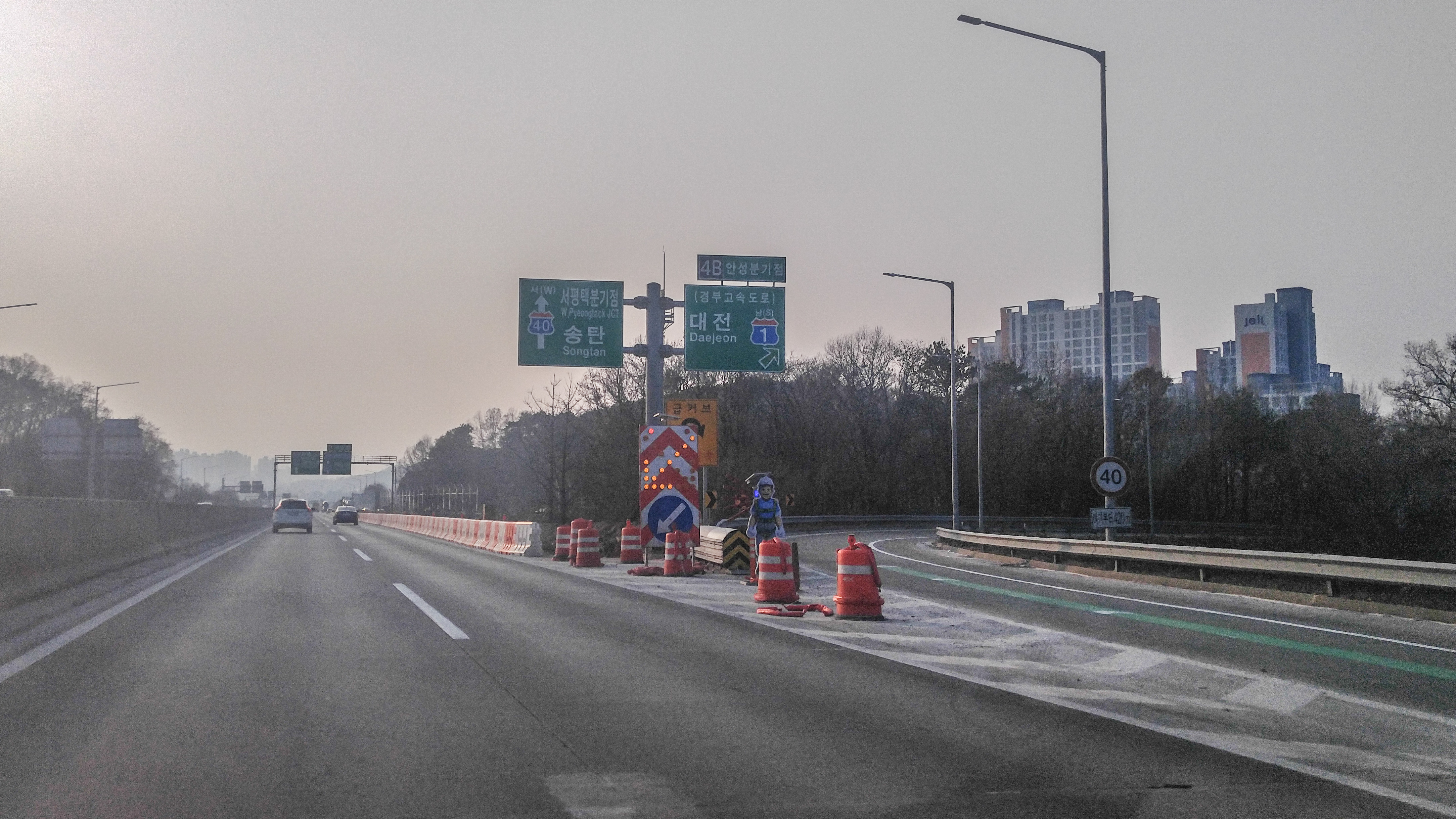
Biển báo điểm 2 trên Đường cao tốc Pyeongtaek–Jecheon (Hướng Pyeongtaek)
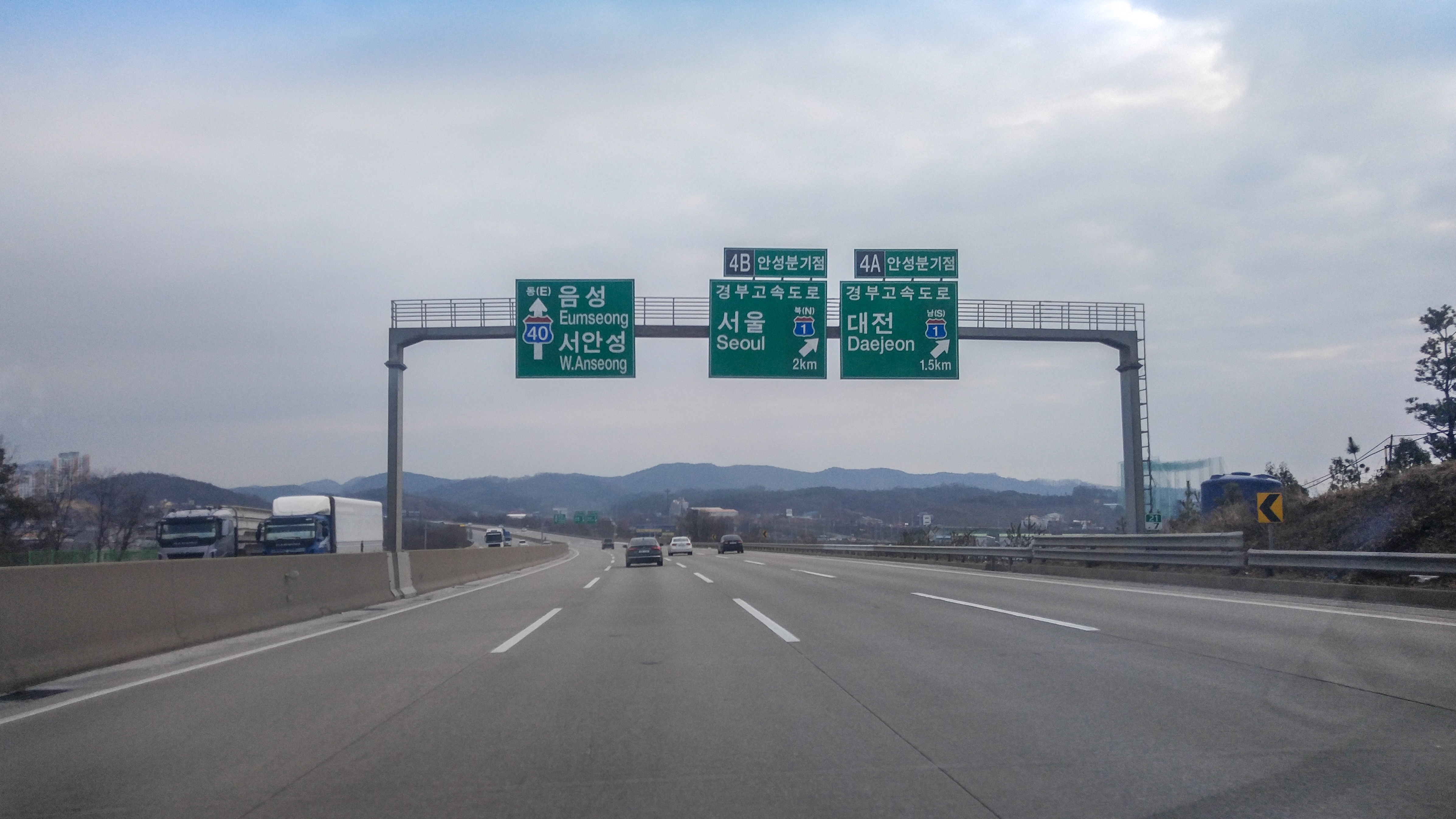
Đường cao tốc Pyeongtaek–Jecheon biển báo cách 1.5km (Hướng Jecheon)
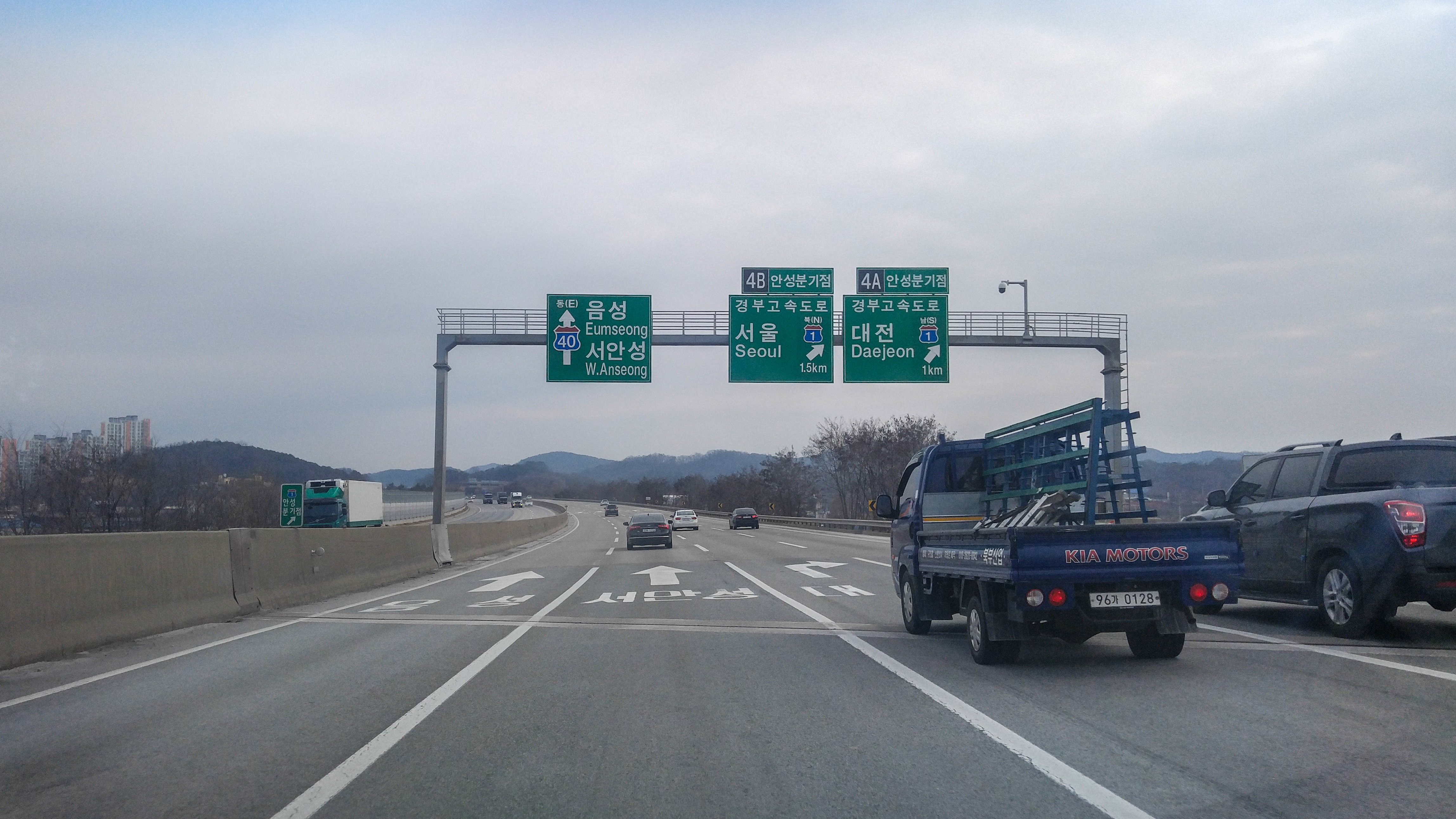
Đường cao tốc Pyeongtaek–Jecheon biển báo cách 1km (Hướng Jecheon)
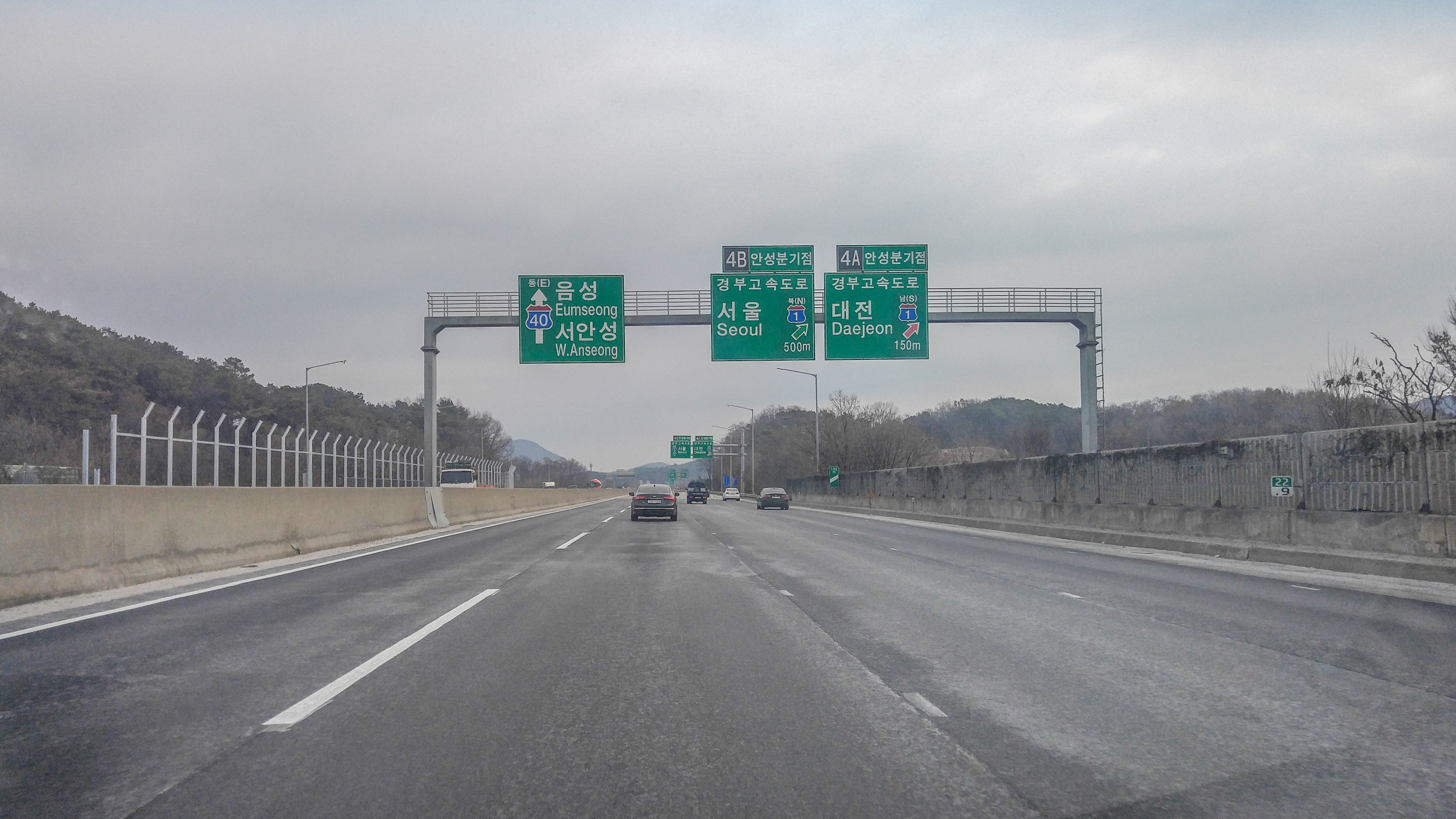
Đường cao tốc Pyeongtaek–Jecheon biển báo cách 150m (Hướng Jecheon)
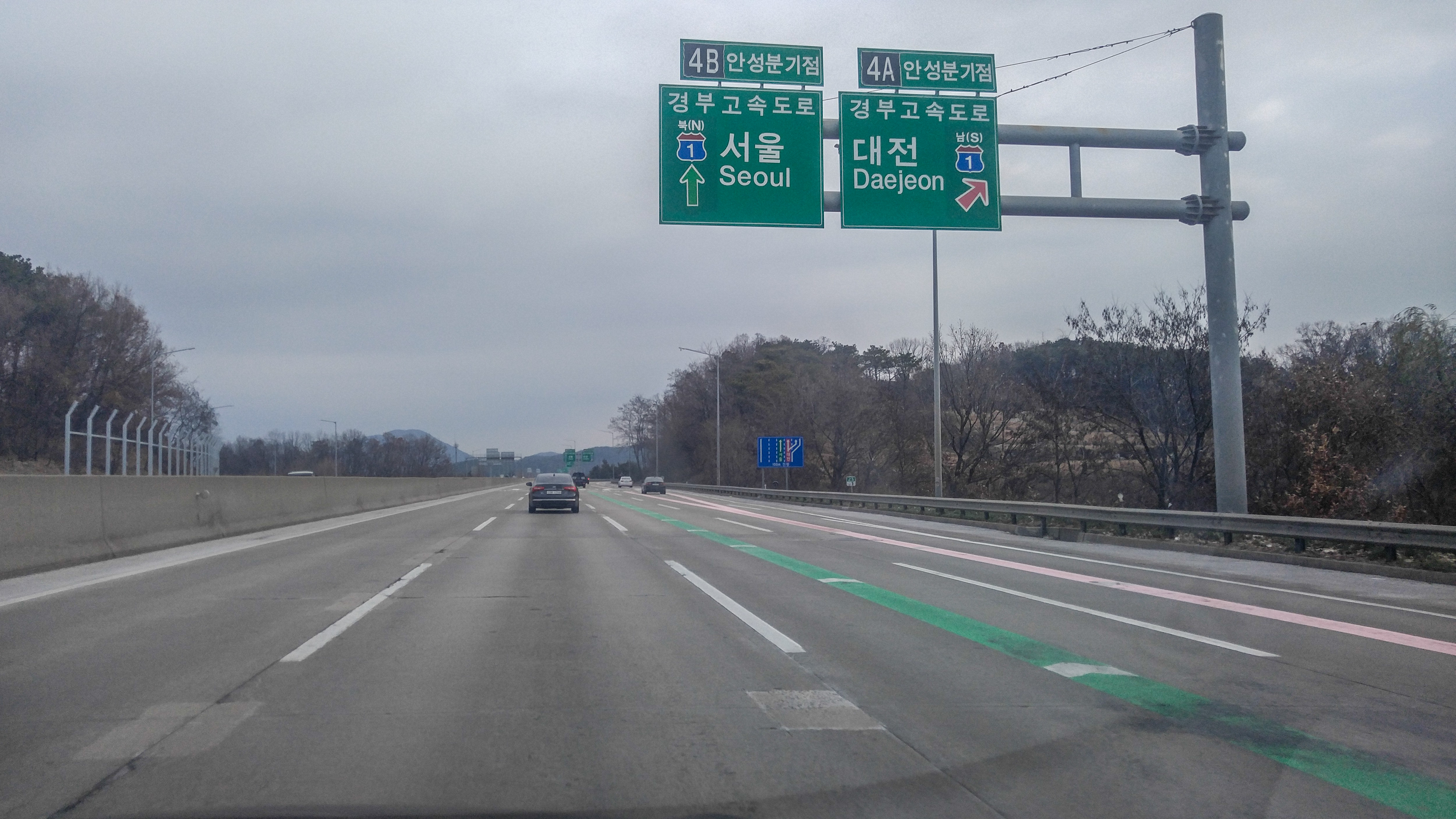
Biển báo điểm 1 trên Đường cao tốc Pyeongtaek–Jecheon (Hướng Jecheon)
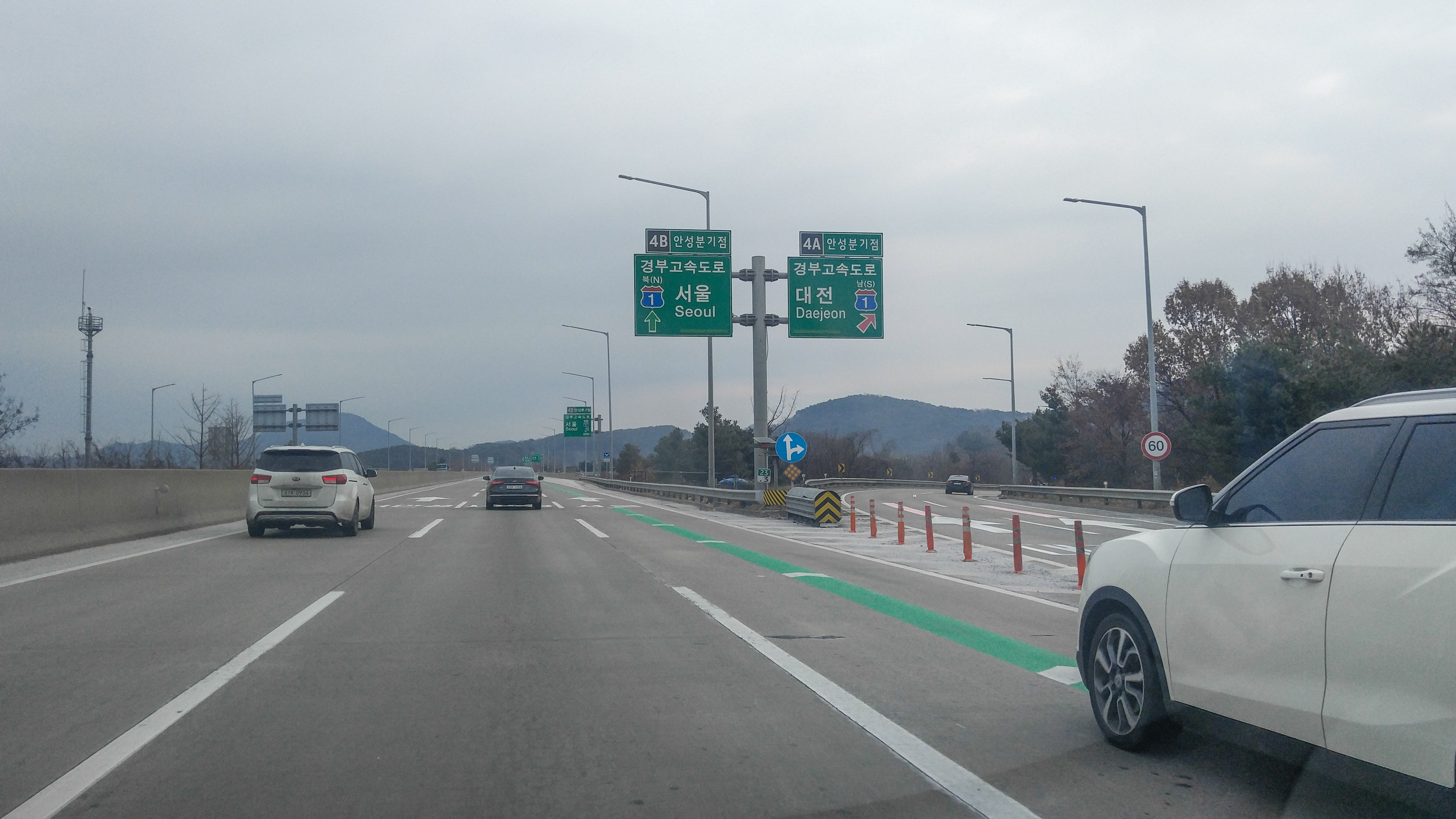
Biển báo nhánh 1 trên Đường cao tốc Pyeongtaek–Jecheon (Hướng Jecheon)
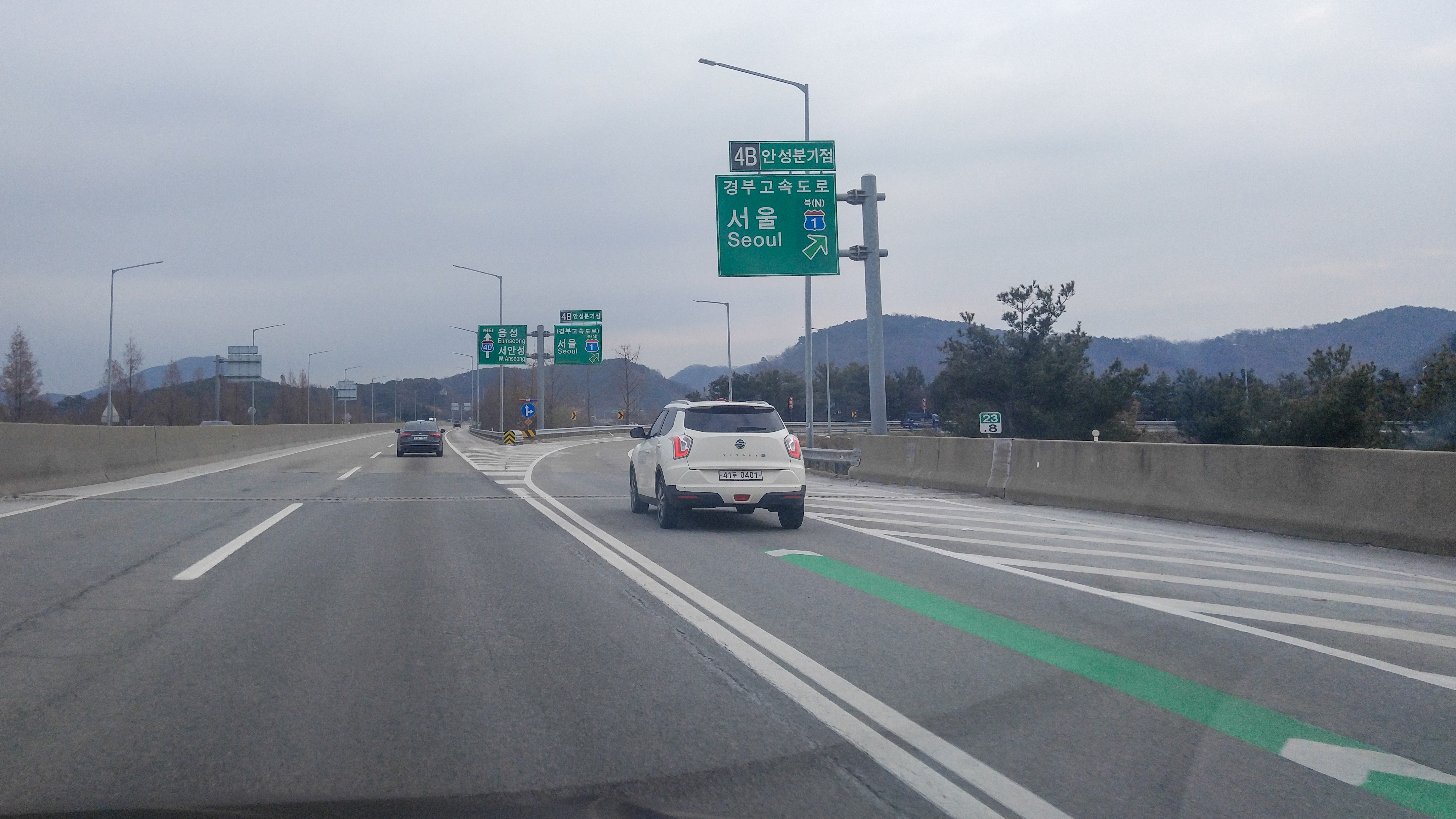
Biển báo nhánh 2 trên Đường cao tốc Pyeongtaek–Jecheon (Hướng Jecheon)